# Julius Burger
Julius Burger (* 23. Dezember 1883 in Rehau; † nach 1951) war ein deutscher Landrat.

## Leben
Nach dem Abitur am Jean-Paul-Gymnasium Hof absolvierte Julius Burger ein Studium der Rechtswissenschaften an der Ludwig-Maximilians-Universität München (dort Mitglied des Corps Suevia München) und der Julius-Maximilians-Universität Würzburg. Nach dem Militärdienst als Einjährig-Freiwilliger begann er den juristischen Vorbereitungsdienst und legte 1912 in Bayreuth das große juristische Staatsexamen (früher Staatskonkurs) ab. Er musste Kriegsdienst leisten und wurde im Oktober 1917 Assessor beim Bezirksamt Burglengenfeld. Später war er Bezirksamtmann in Weilheim und erwarb dort Rang und Titel eines Regierungsrats.  1931 ging er zur Landesversicherungsanstalt Bayreuth und war zeitweise stellvertretender Vorsitzender der landwirtschaftlichen Berufsgenossenschaft Oberfranken und Mittelfranken. Burger kehrte in die Kommunalverwaltung zurück und wurde am 1. Dezember 1933 zum Bezirksamtsvorstand (ab 1939 Landrat) des Bezirksamts Münchberg (ab 1939 Landkreis Münchberg) ernannt. Dieses Amt übte er bis zu seiner Abordnung zum Oberpräsidium der Rheinprovinz am 15. April 1942 aus. Die nächste Abordnung folgte im Oktober 1942 zum Reichsstatthalter in Reichenberg in Nordböhmen. Das Amt des Landrats in Luditz im  Sudetenland übte er kommissarisch aus, bis er Bezirkshauptmann in Nachod wurde. In den letzten Kriegsmonaten fand er eine Beschäftigung im Innenministerium in Prag. Mit der Kapitulation der Wehrmacht am 8. Mai 1945 wurde Burger seiner Ämter enthoben und bis zum 7. Februar 1946 interniert. Im Entnazifizierungsverfahren wurde er zunächst als Minderbelasteter eingestuft; im Berufungsverfahren erhielt er den Status Mitläufer. So wurde er im April 1948 juristischer Sachbearbeiter bei der Regierung von Oberfranken. Seine Wahl zum Landrat in Münchberg fiel auf den 12. Juni 1948, doch bereits am 6. Juli 1948 legte er das Amt nach Protesten aus Reihen der SPD und des Staatskommissars für rassisch, religiös und politische Verfolgte wegen seiner politischen Belastung nieder. Im Januar 1950 kam er zur Regierung von Mittelfranken, wo er bis zum Oberregierungsrat aufstieg. Zum 1. Juni 1951 ging er in den Ruhestand. Als nebenamtliches Mitglied des Verwaltungsgerichts Ansbach war er noch bis Ende Mai 1952 tätig.
Burger war in den Jahren von 1922 bis 1933 Mitglied der Deutschnationalen Volkspartei bzw. der Bayerischen Mittelpartei. Zum 1. Mai 1935 trat er in die NSDAP (Mitgliedsnummer 3.664.462) ein.